# Zeven Toevluchten

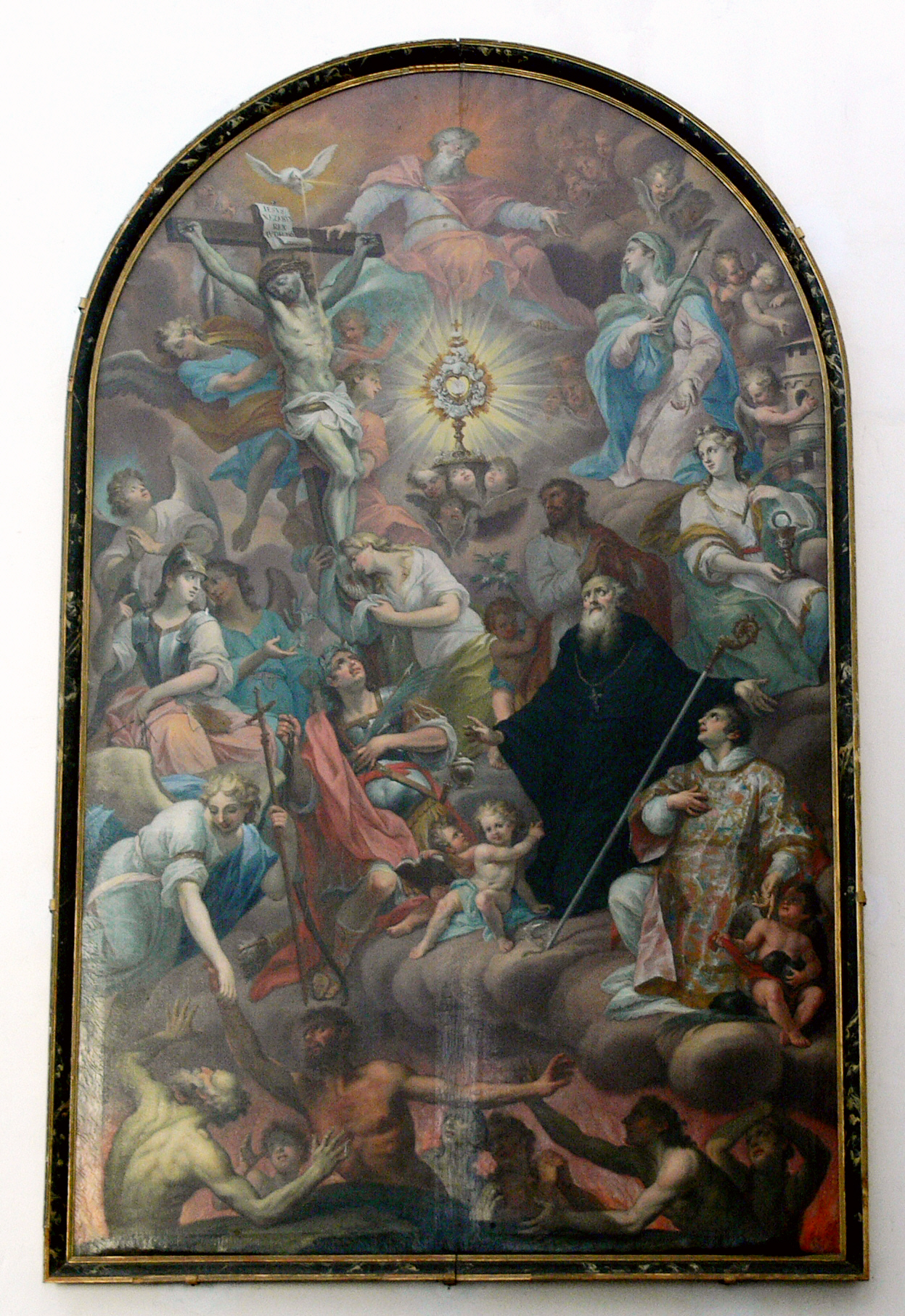
Anton Mayer: De Zeven Toevluchten, 1715 (Klooster Heiligkreuztal)

De Zeven Toevluchten is een motief dat veel werd gebruikt in rooms-katholieke gebedsruimten in het Alpengebied uit de baroktijd.
Deze zeven zijn:
- de Heilige Drievuldigheid: God de Vader, God de Zoon en de Heilige Geest (die doorgaans als duif werd afgebeeld.
- de gekruisigde Christus
- de Eucharistie (doorgaans afgebeeld als monstrans met hostie)
- Maria, de Moeder Gods
- de Engelen (meestal de aartsengelen Gabriël, Michaël of Raphaël)
- de Heiligen (meestal één of meerdere van de 14 noodhelpers.
- de Arme Zielen van het vagevuur

De opbouw gebeurt meestal met de eucharistie als centraal gegeven en de andere eromheen.